# كأس السوبر الأوروبي 2003
لعب كأس السوبر الأوروبي 2003 في 29 أغسطس 2003 بين إيه سي ميلان من إيطاليا ونادي بورتو من البرتغال. تأهل ميلان بعد هزمه ليوفنتوس في نهائي دوري أبطال أوروبا 2003، في حين تأهل بورتو بعد فوزه على نادي سلتيك في نهائي كأس الاتحاد الأوروبي 2003. توج ميلان بالكأس بعد فوزه على بورتو بنتيجة 1–0. عوض هذا الأخير خسارته بتتويجه بلقب دوري أبطال أوروبا 2003–04.

## الملعب
ملعب لويس الثاني في موناكو هو الملعب التي أقيمت به جميع مباريات كأس السوبر الأوروبي. افتتح في 1985، وهو الملعب الأساسي لنادي موناكو الذي يلعب في الدوري الفرنسي.

## الفرق
| الفريق | طريقة التأهل                     | التواجد في نسخ سابقة (يشير الخط الغليظ إلى الفائز بتلك النسخة) |
| ------ | -------------------------------- | -------------------------------------------------------------- |
| ميلان  | بطل دوري أبطال أوروبا 2002–03    | 1973، 1989، 1990، 1993، 1994                                   |
| بورتو  | بطل كأس الاتحاد الأوروبي 2002–03 | 1987                                                           |

## المباراة

### التفاصيل
| ميلان          | 1–0   | نادي بورتو |
| -------------- | ----- | ---------- |
| تشيفتشينكو 10' | تقرير |            |

| ميلان | بورتو |